# 국순당L&B
국순당L&B(麴醇堂L&B, KOOKSOONDANG L&B CO.,LTD.)는 대한민국의 주류 전문 기업이다. 2010년 국순당에 흡수 합병되었다.

## 연혁

해태그룹 시절에 사용된 로고

- 1968년 5월: 한국산토리(주) 설립
- 1973년 8월: 해태그룹 계열 편입
- 1973년 10월: 해태주조(주)로 사명 변경
- 1974년 11월: 노블와인, 드라이진, 그랑프리브랜디 출시
- 1977년 8월: 듀스위스키 출시
- 1980년 8월: 해태산업(주)로 사명 변경
- 1980년 11월: 대전 스낵공장 가동
- 1983년 9월: 스낵공장 청주로 이전
- 1986년 7월: 스파쿨러 출시
- 1987년 8월: 코코아림, 맥가이버, 아자 출시
- 1988년 4월: 노블 스페셜, 가마솥 출시
- 1988년 12월: 아그레망 출시
- 1991년 7월: 대전공장에서 옥천공장으로 이전 완공
- 1999년 11월: 제과사업부문을 해태제과(주)에 합병
- 2001년 3월: 해태그룹에서 계열 분리
- 2001년 4월: 해태앤컴퍼니로 사명 변경
- 2002년 4월: 주류수출입업 면허취득
- 2003년 3월: (주)국순당 계열 편입
- 2006년 3월: (주)국순당L&B로 사명 변경
- 2010년 8월: (주)국순당에 흡수 합병

## 주요 제품
- 나폴레온
- 참순
- 쉔 블루

## 단종
- 노블로제
- 스파쿨러
- 노블와인

## 같이 보기
- 해태그룹
- 국순당